# Gustavo Alfaro

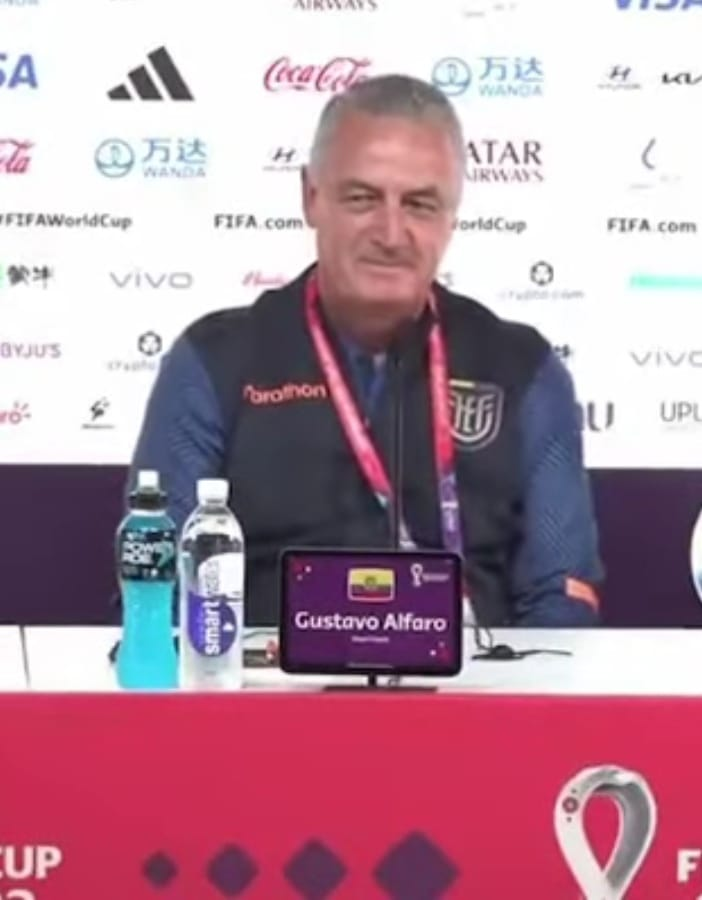
Gustavo Alfaro em 2022.

Gustavo Julio Alfaro (Rafaela, província de Santa Fé, Argentina, 14 de agosto de 1962) é um ex-futebolista e treinador. Atualmente comanda a Seleção Paraguaia.

## Trajetória

### Futebolista
Desenvolveu sua curta carreira futebolística em sua cidade natal, sendo jogador de Atlético de Rafaela onde se desempenhou como mediocampista entre os anos 1988 e 1992, se iniciando em Sportivo Norte. Ali chegou a disputar uma promoção de ascensão à Primeira Divisão de Argentina em 1989. Jogou um Torneio Regional com o Clube Atlético Villa Alvear, equipa de Resistência, Chaco.

### Treinador
Depois de seu retiro como jogador em Atlético de Rafaela, passou ao dirigir em 1992. Também dirigiu a Belgrano, Olimpo, Quilmes, e até a metade do ano 2008 a Arsenal, de Sarandí. A partir de 10 de outubro de 2008, fez-se cargo, até junho de 2009, da condução técnica de Rosario Central. Voltou depois, em 2010, a Arsenal, depois de um passo pelo A o-Ahli Saudi Football Clube de Arabia Saudita.
Em 2016, Alfaro é contratado como treinador do Clube de Gimnasia y Esgrima de la Plata. Ali teve um bom início, localizando ao clube platense na decima posição do Campeonato de Primeira Divisão desse ano e conseguindo levar ao El Lobo à semifinal da Copa Argentina, onde seriam eliminados por River Plate (2-0). Depois de arrancar no ano 2017 com cinco vitórias consecutivas, Alfaro conseguiu classificar a sua equipa à Copa Sudamericana 2017, ainda que cairiam em primeira fase depois de um empate 1 a 1 ante Ponte Preta de Brasil, que passaria à seguinte rodada devido ao valor do golo visitante em campo local. Depois deste golpe, e depois de uma  sequencias de derrotas (incluindo uma em frente ao clássico rival, Estudiantes de la Plata), Alfaro renunciaria a seu cargo em maio desse ano.
Depois de seu passo por Gimnasia, Alfaro chega a Huracán, onde em seu primeiro ano classifica ao El Globo no quarto posto da Superliga Argentina, se assegurando assim sua participação na fase de grupos da #Copa Libertadores 2019.

### Clube Atlético Boca Juniors
Em janeiro de 2019, Gustavo Alfaro foi contratado como novo director técnico por Clube Atlético Boca Juniors, tendo sua estreia oficial o 27 de janeiro de 2019, igualando em frente a Newell's Old Boys 1-1 pela Superliga Argentina.

### Seleção Equatoriana
Dias após a demissão de Jordi Cruyff , em agosto de 2020 Gustavo foi anunciado como novo treinador da seleção do Equador .

## Comentarista
Desde 2006, Alfaro aparece como colaborador convidado em Canal Caracol de Colômbia quando joga a selecção nacional desse país. Também fez de comentarista para Canal Caracol nos Mundiais de:
- Alemanha 2006.
- África do Sul 2010.
- Brasil 2014.
- Rússia 2018.

As Copas América de:
- Venezuela 2007.
- Argentina 2011.
- Chile 2015.
- Estados Unidos 2016.

As Eliminatórias Sudamericanas de:
- 2010.
- 2014.
- 2018.

Também fez de comentarista com Caracol Televisão os partidos da Une de Campeões da UEFA, Une Europa da UEFA e os partidos amistosos das selecções.

## Clubes

### Como futebolista
| Clube               | País                | Ano       | PJ  | Golos |
| ------------------- | ------------------- | --------- | --- | ----- |
| Atlético de Rafaela | Argentina Argentina | 1988-1992 | 126 | 6     |
| Villa Alvear        | Argentina Argentina | -         | -   | -     |

### Como treinador
| Clube               | País                          | Ano             |
| ------------------- | ----------------------------- | --------------- |
| Atlético de Rafaela | Argentina                     | 1992-1995       |
| Patronato           | Argentina                     | 1995            |
| Quilmes             | Argentina                     | 1996-1997       |
| Atlético de Rafaela | Argentina                     | 1998-2000       |
| Belgrano            | Argentina                     | 2001            |
| Olimpo              | Argentina                     | 2001-2002       |
| Quilmes             | Argentina                     | 2003-2004       |
| San Lorenzo         | Argentina                     | 2005-2006       |
| Arsenal             | Argentina                     | 2006-2008       |
| Rosario Central     | Argentina                     | 2008-2009       |
| A o-Ahli            | Arabia Saudita Arábia Saudita | 2009            |
| Arsenal             | Argentina                     | 2010-2014       |
| Tigre               | Argentina                     | 2014-2015       |
| Gimnasia (LP)       | Argentina                     | 2016-2017       |
| Huracán             | Argentina                     | 2017 - 2018     |
| Boca Juniors        | Argentina                     | 2019 - Presente |

## Estatísticas como treinador
| Equipa                                  | Torneio                                   | Estatísticas | Estatísticas | Estatísticas | Estatísticas | Estatísticas | Estatísticas | Estatísticas | Estatísticas |
| Equipa                                  | Torneio                                   | PJ           | G            | E            | P            | GF           | GC           | DG           | Efectividade |
| --------------------------------------- | ----------------------------------------- | ------------ | ------------ | ------------ | ------------ | ------------ | ------------ | ------------ | ------------ |
| Atlético Rafaela* Argentina Argentina   | Campeonato Nacional B 1992-93             | 42           | 12           | 19           | 11           | 44           | 39           | +5           | 51,19%       |
| Atlético Rafaela* Argentina Argentina   | Campeonato Nacional B 1993-94             | 42           | 13           | 16           | 13           | 52           | 50           | +2           | 50,00%       |
| Atlético Rafaela* Argentina Argentina   | Campeonato Nacional B 1994-95             | 42           | 21           | 12           | 9            | 68           | 38           | +30          | 64,28%       |
| Atlético Rafaela* Argentina Argentina   | Total                                     | 126          | 46           | 47           | 33           | 164          | 127          | +37          | 55,16%       |
| Quilmes Argentina Argentina             | Campeonato de Primeiro B Nacional 1996-97 | 42           | 18           | 11           | 13           | 60           | 47           | +13          | 51,59%       |
| Quilmes Argentina Argentina             | Total                                     | 42           | 18           | 11           | 13           | 60           | 47           | +13          | 51,59%       |
| Atlético Rafaela Argentina Argentina    | Campeonato de Primeiro B Nacional 1998-99 | 36           | 14           | 9            | 13           | 54           | 46           | +8           | 47,22%       |
| Atlético Rafaela Argentina Argentina    | Campeonato de Primeiro B Nacional 1999-00 | 36           | 17           | 7            | 12           | 46           | 39           | +7           | 53,70%       |
| Atlético Rafaela Argentina Argentina    | Total                                     | 72           | 31           | 16           | 25           | 100          | 85           | +15          | 50,46%       |
| Belgrano Argentina Argentina            | Torneio Clausura 2001 (Argentina)         | 14           | 2            | 5            | 7            | 8            | 20           | -12          | 26,19%       |
| Belgrano Argentina Argentina            | Total                                     | 14           | 2            | 5            | 7            | 8            | 20           | -12          | 26,19%       |
| Olimpo Argentina Argentina              | Campeonato de Primeiro B Nacional 2001-02 | 24           | 13           | 7            | 4            | 36           | 20           | +16          | 63,88%       |
| Olimpo Argentina Argentina              | Total                                     | 24           | 13           | 7            | 4            | 36           | 20           | +16          | 63,88%       |
| Quilmes Argentina · Argentina Argentina |                                           |              |              |              |              |              |              |              |              |
| 2003/04                                 | 38                                        | 15           | 15           | 8            | 41           | 29           | +12          | 52,63%       |              |
| 2004/05                                 | 33                                        | 11           | 7            | 15           | 28           | 37           | -9           | 40,40%       |              |
| Total                                   | 71                                        | 26           | 22           | 23           | 69           | 66           | +3           | 46,94%       |              |
| San · Lorenzo Argentina Argentina       | 2005/06                                   | 22           | 8            | 5            | 9            | 35           | 43           | -8           | 43,93%       |
| San · Lorenzo Argentina Argentina       | Total                                     | 22           | 8            | 5            | 9            | 35           | 43           | -8           | 43,93%       |
| Arsenal Argentina · Argentina Argentina |                                           |              |              |              |              |              |              |              |              |
| 2006/07                                 | 38                                        | 17           | 11           | 10           | 57           | 46           | +11          | 54,38%       |              |
| 2007/08                                 | 38                                        | 14           | 9            | 15           | 41           | 49           | -8           | 44,73%       |              |
| Sudamericana 2007                       | 10                                        | 4            | 5            | 1            | 15           | 9            | +6           | 56,66%       |              |
| Libertadores 2008                       | 8                                         | 4            | 0            | 4            | 9            | 16           | -7           | 50,00%       |              |
| Total                                   | 94                                        | 39           | 25           | 30           | 122          | 120          | +2           | 50,35%       |              |
| Rosario · Central Argentina Argentina   | 2008/09                                   | 14           | 2            | 2            | 10           | 12           | 19           | -7           | 19,04%       |
| Rosario · Central Argentina Argentina   | Total                                     | 14           | 2            | 2            | 10           | 12           | 19           | -7           | 19,04%       |
| Arsenal Argentina · Argentina Argentina |                                           |              |              |              |              |              |              |              |              |
| 2010/11                                 | 38                                        | 15           | 12           | 11           | 47           | 41           | +6           | 50,00%       |              |
| 2011/12                                 | 38                                        | 17           | 11           | 10           | 51           | 35           | +16          | 54,38%       |              |
| Sudamericana 2011                       | 6                                         | 2            | 1            | 3            | 6            | 8            | -2           | 38,38%       |              |
| Libertadores 2012                       | 8                                         | 3            | 1            | 4            | 10           | 8            | +2           | 41,66%       |              |
| CA 2011/12                              | 2                                         | 1            | 0            | 1            | 3            | 3            | 0            | 50,00%       |              |
| 2012/13                                 | 38                                        | 17           | 9            | 12           | 44           | 44           | 0            | 52,63%       |              |
| SC 2012                                 | 1                                         | 0            | 1            | 0            | 0            | 0            | 0            | 33,33%       |              |
| Libertadores 2013                       | 6                                         | 2            | 1            | 3            | 10           | 15           | -5           | 38,88%       |              |
| CA 2012/13                              | 6                                         | 5            | 1            | 0            | 11           | 2            | +9           | 88,88%       |              |
| 2013/14                                 | 32                                        | 10           | 10           | 12           | 31           | 37           | -6           | 41,66%       |              |
| SC 2013                                 | 1                                         | 0            | 0            | 1            | 0            | 1            | -1           | 0,00%        |              |
| Libertadores 2014                       | 6                                         | 4            | 0            | 2            | 11           | 4            | +7           | 66,66%       |              |
| Total                                   | 182                                       | 76           | 47           | 59           | 224          | 198          | +26          | 50,36%       |              |
| Total em Arsenal                        | Total em Arsenal                          | 276          | 115          | 72           | 89           | 346          | 318          | +28          | 50,36%       |
| Tigre Argentina · Argentina Argentina   | 2014                                      | 13           | 7            | 1            | 5            | 25           | 20           | +5           | 56,41%       |
| Tigre Argentina · Argentina Argentina   | CA 2013/14                                | 1            | 0            | 0            | 1            | 0            | 1            | -1           | 0,00%        |
| Tigre Argentina · Argentina Argentina   | 2015                                      | 30           | 12           | 10           | 8            | 32           | 25           | +7           | 51,11%       |
| Tigre Argentina · Argentina Argentina   | CA 2014/15                                | 2            | 1            | 0            | 1            | 2            | 2            | 0            | 50,00%       |
| Tigre Argentina · Argentina Argentina   | Sudamericana 2015                         | 2            | 0            | 0            | 2            | 2            | 6            | -4           | 0,00%        |
| Tigre Argentina · Argentina Argentina   | Pré-Sudamericana 2015                     | 1            | 0            | 0            | 1            | 1            | 4            | -3           | 0,00%        |
| Tigre Argentina · Argentina Argentina   | Total                                     | 49           | 20           | 11           | 18           | 62           | 58           | +4           | 48,29%       |
| Gimnasia · LP Argentina Argentina       | 2016                                      | 8            | 3            | 3            | 2            | 10           | 9            | +1           | 50,00%       |
| Gimnasia · LP Argentina Argentina       | CA 2015/16                                | 5            | 3            | 1            | 1            | 7            | 5            | +2           | 66,66%       |
| Gimnasia · LP Argentina Argentina       | 2016-17                                   | 24           | 9            | 7            | 8            | 20           | 17           | +3           | 47,22%       |
| Gimnasia · LP Argentina Argentina       | Sudamericana 2017                         | 2            | 0            | 2            | 0            | 1            | 1            | 0            | 33,33%       |
| Gimnasia · LP Argentina Argentina       | Total                                     | 39           | 15           | 13           | 11           | 38           | 32           | +6           | 49,57%       |
| Huracán Argentina · Argentina Argentina | 2017-18                                   | 27           | 13           | 9            | 5            | 35           | 24           | +11          | 59,25%       |
| Huracán Argentina · Argentina Argentina | Sudamericana 2017                         | 1            | 0            | 0            | 1            | 0            | 2            | -2           | 0,00%        |
| Huracán Argentina · Argentina Argentina | #Copa Argentina 2016-17                   | 2            | 1            | 1            | 0            | 1            | 0            | +1           | 66,66%       |
| Huracán Argentina · Argentina Argentina | 2018-19                                   | 14           | 7            | 5            | 2            | 19           | 12           | +7           | 61,90%       |
| Huracán Argentina · Argentina Argentina | #Copa Argentina 2017-18                   | 2            | 1            | 0            | 1            | 1            | 2            | -1           | 50,00%       |
| Huracán Argentina · Argentina Argentina | Total                                     | 46           | 22           | 15           | 9            | 56           | 40           | +16          | 58,69%       |
| Boca Juniors                            | 2018-19                                   | 10           | 7            | 2            | 1            | 22           | 7            | +15          | 76,67%       |
| Boca Juniors                            | #Copa Libertadores 2019                   | 2            | 1            | 1            | 0            | 3            | 0            | +3           | 66,67%       |
| Boca Juniors                            | Total                                     | 12           | 8            | 3            | 1            | 25           | 7            | +18          | 75%          |
| Total em suas equipas                   | Total em suas equipas                     | 807          | 326          | 229          | 252          | 1011         | 882          | +129         | 49,85%       |

Atualizado o 17 de Março de 2019. 
= O triunfo valia dois pontos

## Títulos como treinador

### Campeonatos nacionais
| Título              | Clube   | País                | Ano     |
| ------------------- | ------- | ------------------- | ------- |
| Primeiro B Nacional | Olimpo  | Argentina Argentina | 2001/02 |
| Torneio Clausura    | Arsenal | Argentina Argentina | 2012    |
| Supercopa Argentina | Arsenal | Argentina Argentina | 2012    |
| #Copa Argentina     | Arsenal | Argentina Argentina | 2013    |

### Copa internacionais
| Título            | Clube   | País                | Ano  |
| ----------------- | ------- | ------------------- | ---- |
| Copa Sudamericana | Arsenal | Argentina Argentina | 2007 |

### Outros lucros
- Ascensão a Primeira Divisão com Quilmes AC em 2003.